# Kanton Axat
Der Kanton Axat war bis 2015 ein französischer Wahlkreis im Département Aude und in der Region Languedoc-Roussillon. Er umfasste 14 Gemeinden im Arrondissement Limoux; sein Hauptort (frz.: chef-lieu) war Axat. Die landesweiten Änderungen in der Zusammensetzung der Kantone brachten im März 2015 seine Auflösung.
Der Wahlkreis umfasste Gemeinden in den Pyrenäen am Oberlauf des Flusses Aude. Er war 273,24 km² groß und hatte 1614 Einwohner (Stand 2012).

## Gemeinden
| Gemeinde                  | Einwohner (Stand: 2022) | Code postal | Code Insee |
| ------------------------- | ----------------------- | ----------- | ---------- |
| Artigues                  | 73                      | 11140       | 11017      |
| Axat                      | 482                     | 11140       | 11021      |
| Bessède-de-Sault          | 57                      | 11140       | 11038      |
| Le Bousquet               | 44                      | 11140       | 11047      |
| Cailla                    | 52                      | 11140       | 11060      |
| Le Clat                   | 28                      | 11140       | 11093      |
| Counozouls                | 56                      | 11140       | 11104      |
| Escouloubre               | 69                      | 11140       | 11127      |
| Gincla                    | 47                      | 11140       | 11163      |
| Montfort-sur-Boulzane     | 88                      | 11140       | 11244      |
| Puilaurens                | 272                     | 11140       | 11302      |
| Roquefort-de-Sault        | 82                      | 11140       | 11321      |
| Sainte-Colombe-sur-Guette | 40                      | 11140       | 11335      |
| Salvezines                | 70                      | 11140       | 11373      |

## Bevölkerungsentwicklung
| 1962 | 1968 | 1975 | 1982 | 1990 | 1999 | 2006 | 2012 |
| ---- | ---- | ---- | ---- | ---- | ---- | ---- | ---- |
| 2136 | 2463 | 2009 | 2074 | 1994 | 1856 | 1783 | 1614 |